# 函館正教會

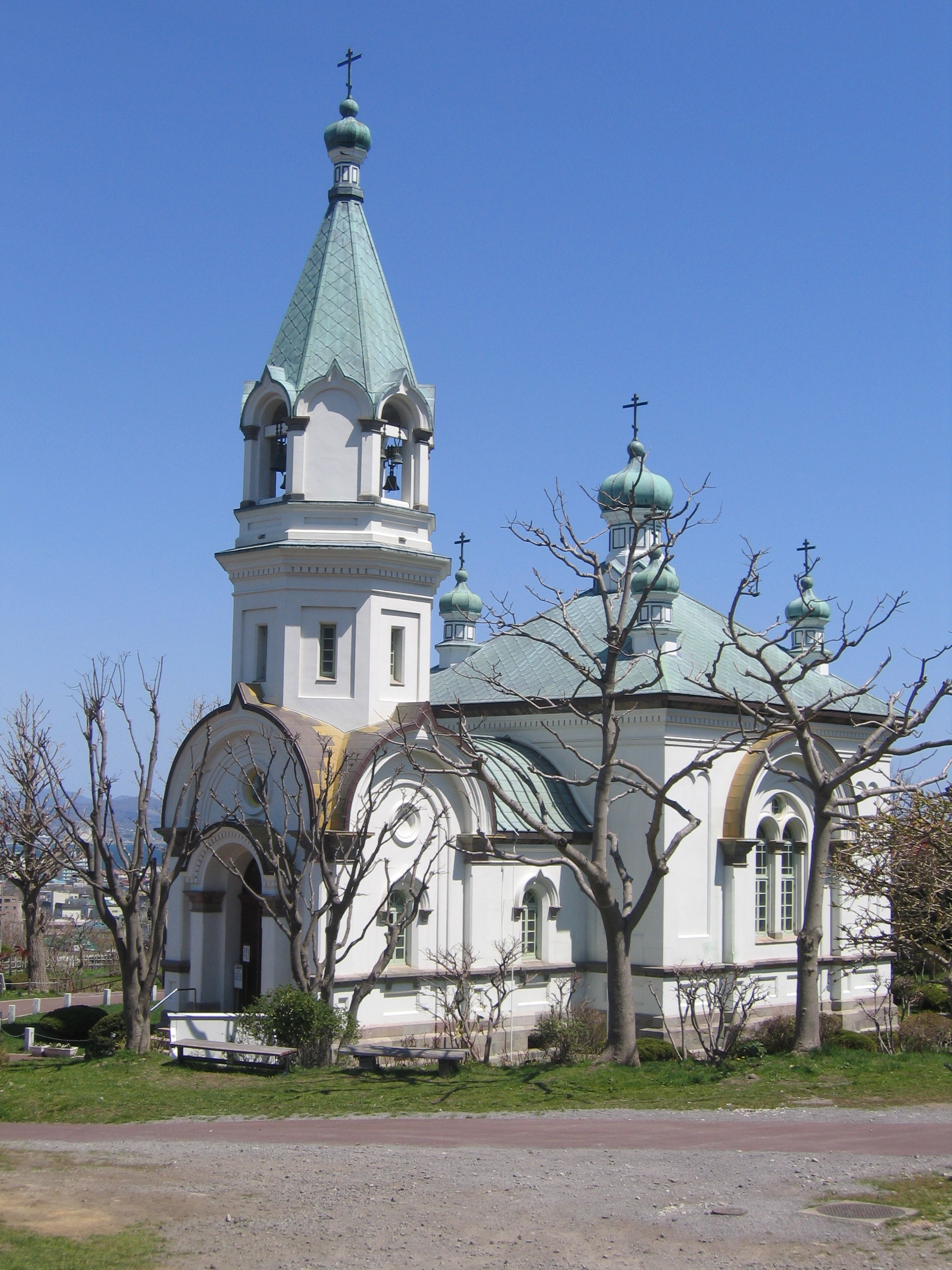
函館正教會

函館正教會（函館ハリストス正教会），正式名称复活教堂（主の復活聖堂），是日本正教会所属的一座东正教教堂，位于日本北海道函館市元町，1983年（昭和58年）被列为重要文化財。其钟声入选日本音風景百選。

## 历史

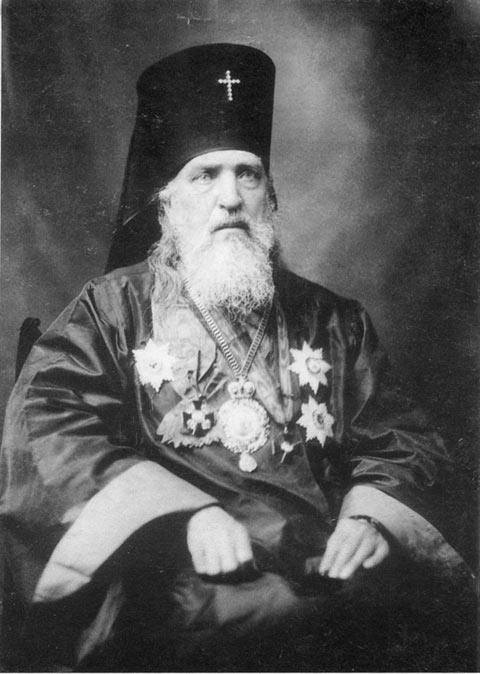
圣日本的尼古拉神父

该堂起源于1859年（安政5年）俄国领事馆内的教堂。1861年尼古拉神父来此，建立日本第一座东正教堂。1907年（明治40年）函館大火时该堂烧毁，1916年（大正5年）重建。

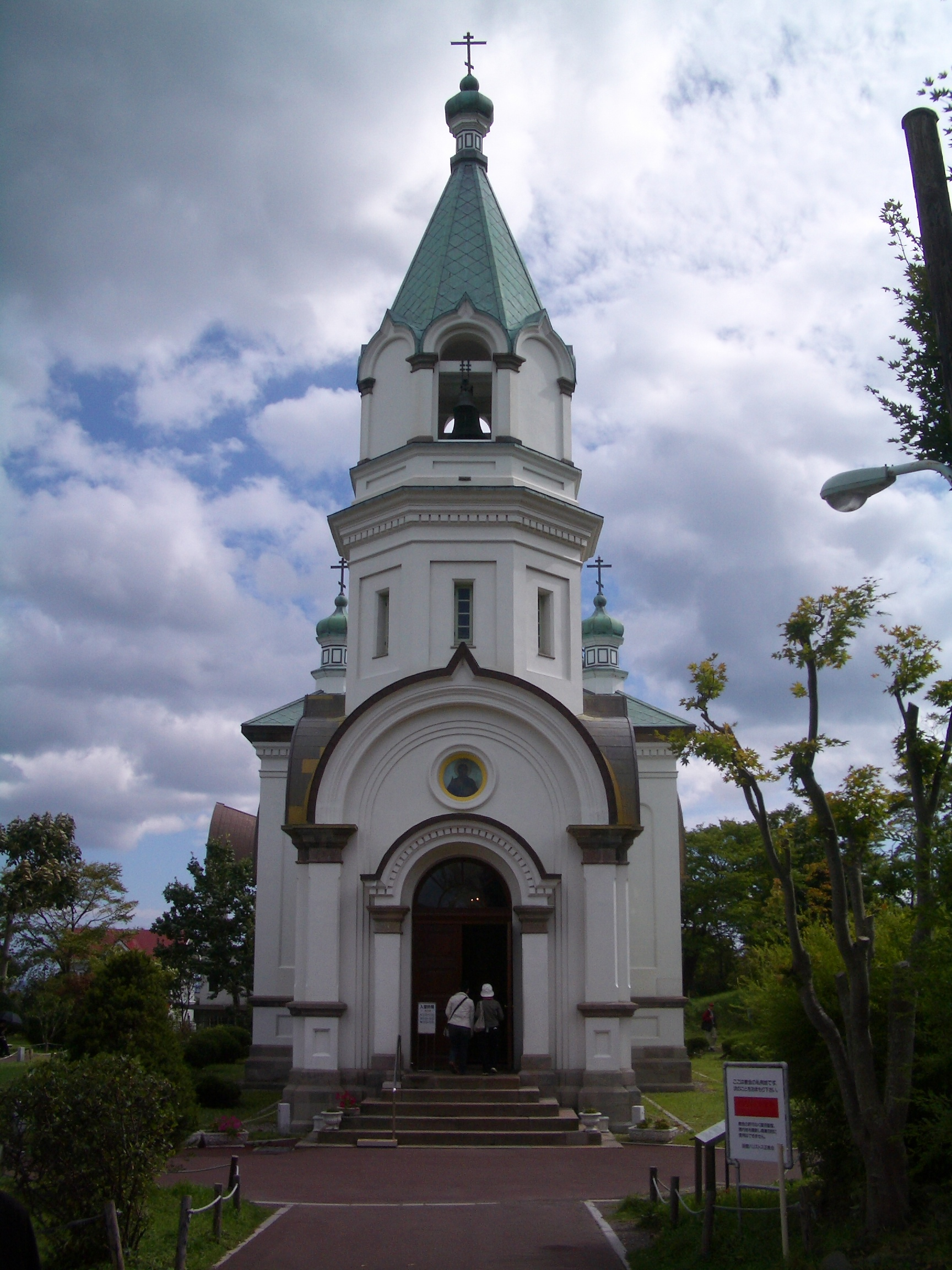
元町正教堂

## 周边
- 元町天主堂
- 元町公園
- 旧函館区公会堂

### 引用
1. ↑  “函館ハリストス正教会　復活聖堂　重文に”. 北海道新聞 (北海道新聞社). (1983年3月26日)